# Lenzenhaus
Lenzenhaus ist ein Gemeindeteil des Marktes Wilhermsdorf im Landkreis Fürth (Mittelfranken, Bayern). Lenzenhaus liegt in der Gemarkung Wilhermsdorf.

## Geographie
Unmittelbar westlich der Einöde befindet sich der Lenzenweiher, 0,5 km weiter westlich das Flurgebiet Eulengeschrei. Im Südosten grenzt das Mittelfeld an, im Nordwesten der Herrenwald und im Norden liegt das Flurgebiet Vogelherd. Die Kreisstraße NEA 23/FÜ 18 führt nach Siedelbach (2 km nordwestlich) bzw. nach Wilhermsdorf zur Staatsstraße 2252 (1,7 km südlich).

## Geschichte
Im Rahmen des Gemeindeedikts wurde Lenzenhaus dem 1808 gebildeten Steuerdistrikt Wilhermsdorf und der 1813 gebildeten Munizipalgemeinde Wilhermsdorf zugeordnet.

### Baudenkmal
- Jüdischer Friedhof[7]

### Einwohnerentwicklung
| Jahr      | 001840 | 001861 | 001871 | 001885 | 001900 | 001925 | 001950 | 001961 | 001970 | 001987 | 002018 |
| Einwohner | 4      | 4      | 3      | 3      | 8      | 8      | 7      | 7      | 3      | 7      | 4      |
| Häuser    | 1      |        |        | 1      | 1      | 1      | 1      | 1      |        | 1      |        |
| Quelle    | [ 9 ]  | [ 10 ] | [ 11 ] | [ 12 ] | [ 13 ] | [ 14 ] | [ 15 ] | [ 16 ] | [ 17 ] | [ 18 ] | [ 1 ]  |

## Religion
Der Ort ist evangelisch-lutherisch geprägt und bis heute nach St. Martin und Maria (Wilhermsdorf) gepfarrt, die Einwohner römisch-katholischer Konfession sind nach St. Michael (Wilhermsdorf) gepfarrt.